# Karl Héraucourt
Karl Héraucourt (* 30. August 1860 in Bergzabern; † 28. Juni 1942 in Wiesbaden) war ein deutscher Sanitätsoffizier.

## Leben
Als Rheinpfälzer studierte er nach dem Abitur Medizin an der Ludwig-Maximilians-Universität München. Im Dezember 1881 wurde er Mitglied der Transrhenania. Er focht zwei Mensuren und ein Pro Patria gegen die Leipziger Landsmannschaft Grimensia in München. Er wechselte zur Kaiser-Wilhelms-Universität Straßburg  und diente zwischenzeitlich als Einjährig-Freiwilliger. Nachdem er 1887 in Straßburg das medizinische Staatsexamen gemacht hatte, wurde er approbiert. Als  Arzt in Straßburg ließ er sich am 4. Juli 1887 philistrieren. 1888 trat er in die Preußische Armee, zunächst als Assistenzarzt im Feldartillerie-Regiment Nr. 31 in Hagenau im Elsass. Ab 1890 als Assistenzarzt I. Klasse im Feldartillerie-Regiment Nr. 15 in Straßburg wurde er 1893 Stabsarzt und Bataillonsarzt im 2. Oberrheinischen Infanterie-Regiment Nr. 99 in Zabern. 1896 wurde er nach Ratzeburg, 1899 nach Münster versetzt. Seit 1902 Oberstabsarzt in Celle, kam er 1910 nach Marienburg. Am Ersten Weltkrieg nahm Héraucourt im Husaren-Regiment „Kaiser Nikolaus II. von Russland“ (1. Westfälisches) Nr. 8 teil, zuletzt als Divisionsarzt der 9. Kavallerie-Division. 1917 wurde er wegen eines im Felde zugezogenen Herzleidens als Generaloberarzt aus dem Heeresdienst entlassen und als Lazarettdirektor des Reserve-Lazaretts Paderborn im Garnisonsdienst eingesetzt. Nach Kriegsende wurde er 1919 Vertragsarzt des Versorgungs-Lazaretts Paderborn. 1921 ging er in den Ruhestand. 1928 übersiedelte er nach Wiesbaden. 
Seit dem 4. August 1920 als Alter Herr mit Farben in den Hohen Kösener Senioren-Convents-Verband übernommen, war Héraucourt während Transrhenanias Suspension Mitglied der am 19. Juni 1938 gegründeten Altkameradschaft „von der Pfordten“. Plötzlich und unerwartet starb er im Juni 1942 während eines Spaziergangs in Wiesbaden.  Héraucourt war seit 1894 verheiratet und hatte eine Tochter und zwei Söhne, darunter den Anglisten Will Héraucourt.

## Orden
- Roter Adlerorden IV. Klasse
- Eisernes Kreuz II. Klasse